# Алексеевская башня (Белый город)
Алексе́евская ба́шня (также Семиве́рхая) — одна из двух угловых башен Белого города (вторая — Наугольная башня на Васильевском лужку), была его самой высокой башней. Размещалась она на территории современного Храма Христа Спасителя. В Смутное время была одной из основных целей как польских, так и русских войск. В связи с обветшанием в XVIII веке Алексеевская башня была снесена, как и остальные составные части крепости Белого города.

## Этимология
Алексеевская башня впервые упоминается под этим именем в 1616 году. В дальнейшем это название сохраняется и используется во многих документах. Название дано по находившемуся рядом, внутри стен Белого города, Алексеевскому монастырю. Семиверхой её назвал художник Аполлинарий Васнецов за венчавшие башню семь остроконечных шатров.

## История
В 1585—1591 годах осуществлялось строительство третьего кольца укреплений Москвы — Белого города. В местах, где стена поворачивала от Москвы-реки вглубь суши, были помещены две мощных башни. Они отличались особенным архитектурным решением — были сделаны многогранными, тогда как остальные башни были в сечении четырёхугольными. Одной из этих башен была Алексеевская, она размещалась в районе пересечения современных Пречистенской набережной и Соймоновского проезда.
Пушки Алексеевской башни были нацелены на Крымский брод — наиболее опасную окраину Москвы, откуда часто совершала набеги татарская конница. Когда крепость ещё не была закончена, к городу подступил Казы-Гирей, но не решился штурмовать мощные укрепления.
В октябре—ноябре 1610 года башня вместе с другими укреплениями Белого города была без боя занята польскими войсками, впущенными в Москву Семибоярщиной.
В 1611 году во время осады Москвы силами Первого ополчения в башне оборону держали 300 польских пехотинцев Граевского. Исход сражения решил барабанщик-перебежчик, сообщивший русским войскам ценную информацию — нижний ярус башни использовался поляками для хранения гранат и разных зажигательных припасов. Доступ к этому помещению был через проём «наподобие ворот, только без дверей», куда русскими лучниками были выпущены две горящих стрелы. В результате начался пожар, охвативший всю башню. Спасавшиеся от огня поляки спускались по верёвкам, предпочитая смерть от русского меча гибели в огне. В результате спасся только один поручик, которого русские позже обменяли на пленных.
20 (30) августа 1612 года башня была отбита у поляков войсками Второго ополчения.
Во время осады Москвы в 1618 году войсками польского королевича Владислава обороной участка Белого города от Водовзводной башни Кремля до Чертольских ворот, включавшего Алексеевскую башню, руководил князь Алексей Долгоруков. Непосредственно на Алексеевской башне руководил Семён Усов. Под его началом находилось 105 человек, среди которых 25 стрельцов. Рядом с башней на берегу Москвы-реки также размещался острог, куда ратников посылали с Водяных ворот.
21 июня (1 июля) 1633 года в связи с вестями об очередном набеге крымских татар на Русское царство была выполнена роспись защитников Москвы. На Алексеевской башне — Никита Вельяминов, Михайло Трусов и подьячие Герасим Михайлов и Герасим Салтанов. Под их началом находилось 76 человек. Однако до Москвы крымско-татарская орда не добралась.
Башня упоминается в описи 1646 года, по ней не отмечено никаких повреждений.
В дальнейшем Алексеевская башня не использовалась по назначению и быстро ветшала. На рисунке из альбома Мейерберга (1661—1662 годы) башня показана уже без шатра. Опись 1667 года отмечает многочисленные повреждения — пятый ярус не имеет настила, стены треснули, местами обвалились, проломаны два больших окна, частично осыпались быки. На выполненной около 1707 года гравюре Питера Пикарта башня также показана без шатра.
По состоянию на 1775 год Алексеевская башня уже была разобрана. Сейчас место, где находилась башня, занимает территория Храма Христа Спасителя.

## Архитектура
Это была одна из двух многогранных (называемых также круглыми) наугольных башен Белого города (другая — Наугольная башня на Васильевском лужку). Алексеевская башня была самой высокой из башен Белого города. Имела 5 ярусов и была полностью или большей частью выполнена из белого камня. По воспоминаниям Маскевича башня была пятиглавая и имела 4 яруса без сводов. Согласно реконструкции художника Аполлинария Васнецова башня была увенчана семью шатрами. Они возвышались над шестигранником башни с полукружиями бойниц, откуда выглядывали жерла пушек. Седьмой, самый высокий шатер, возвышался в центре башни. Опись 1667 года указывает, что башня была с внешней стороны укреплена быками.